# Kurdějov

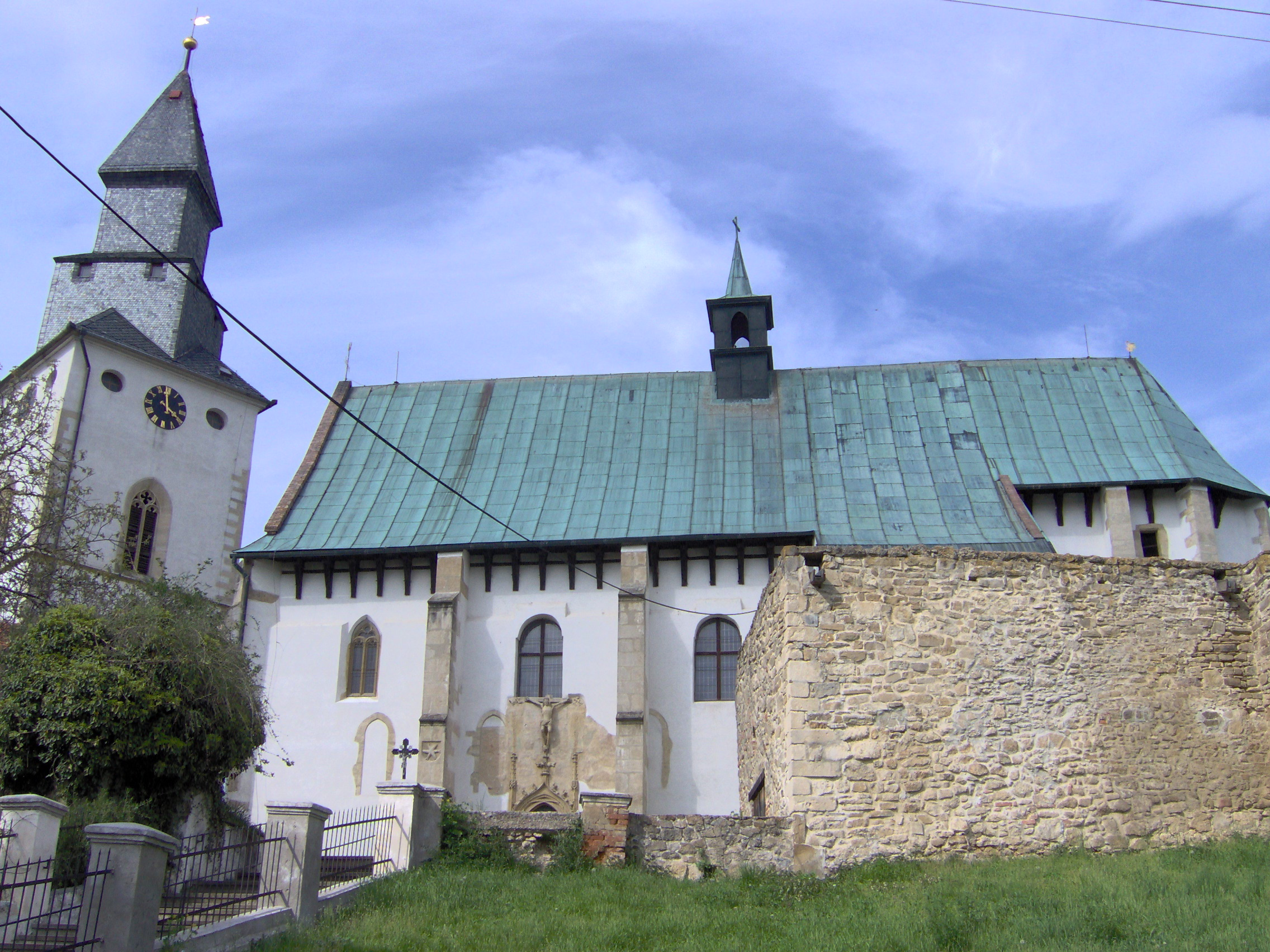
Wehrkirche Johannes des Täufers

Kurdějov (deutsch Gurdau) ist eine Gemeinde in Südmähren in Tschechien. Sie liegt drei Kilometer nordöstlich von Hustopeče (Auspitz) und gehört zum Okres Břeclav (Bezirk Lundenburg). Der Ort ist als ein Straßenangerdorf angelegt.

## Geographie
Das von Weinbergen umgebene Dorf erstreckt sich in der Boleradická vrchovina, einem südwestlichen Ausläufer des Steinitzer Waldes (Ždánický les), in der Quellmulde des Baches Kurdějovský potok. Nördlich erhebt sich der Holý vrch (401 m), im Nordosten der Přední kout (410 m), südöstlich der Slunečný vrch (Sunnberg, 283 m), im Süden der Zrcátko (Wechselberg, 305 m), südwestlich der Hustopečský starý vrch (Altenberg, 311 m) und nordwestlich der Kamenný vrch (Steinbruchberg, 343 m).
Die Nachbarortschaften sind im Nordwesten Nová Ves und Křepice, im Westen Hustopeče (Auspitz), im Süden Starovičky, im Südosten Horní Bojanovice, im Osten Boleradice, im Nordosten Diváky und im Norden
Nikolčice.

## Geschichte

Wehrkirche von Gurdau (1936)

Die Ui-Mundart (bairisch-österreichisch) mit ihren speziellen Bairischen Kennwörtern weist auf eine Besiedlung durch bayrische deutsche Stämme hin, wie sie vor allem im 12./13. Jahrhundert erfolgte. Gurdau wurde erstmals 1286 urkundlich erwähnt. In dieser Urkunde ist von einer fest gebauten Kirche des Deutschen Ordens die Rede. Diese Kirche war die einzige Kirchenburg in Südmähren. Im Jahre 1541 kamen Täufer (Hutterer) in den Ort. In den folgenden Jahren der Reformation wurde ein Teil der Ortschaft lutherisch. Zwar wurden die Täufer im Jahre 1618 aus dem Ort vertrieben, doch blieb trotz darauf folgender Rekatholisierung ein Teil der Ortsbewohner bis 1673 evangelisch. Die vertriebenen Täufer zogen meist nach Siebenbürgen weiter. 1573 zerstörte ein schweres Gewitter einen Teil der Ernte.
Kurz vor dem Ende des Langen Türkenkrieges wurde das Dorf von türkischen Soldaten heimgesucht. Während des Dreißigjährigen Krieges wurde Gurdau im Jahre 1625 von den Truppen des Siebenbürgers Bethlen Gabor geplündert. Diese töteten oder verschleppten mehr als 400 Menschen aus Gurdau. 1643 wird die Ortschaft von schwedischen Truppen abermals geplündert. Zwei Jahre später wütete die Pest in Gurdau und tötete die meisten Bewohner. Die Pfarre des Ortes wurde daraufhin aufgelöst. Nach dem Dreißigjährigen Krieg begann der Wiederaufbau des Dorfes. Doch während des Türkenkrieges 1663/1664 kamen türkische Scharen bis nach Gurdau und verschleppten einen großen Teil der Bevölkerung. Der Sieg der Kaiserlichen unter Raimondo Montecuccoli bei der Schlacht bei Mogersdorf im Jahre 1664 bannte diese Gefahr für die nächsten Jahrzehnte. In dem Jahre 1692 kam Gurdau zur Familie Liechtenstein, die Gurdau später an Kaiser Franz I. weiterverkauften. Infolge blieb die Ortschaft bis 1918 unter der Verwaltung der Habsburger.
1705 wurde Gurdau von ungarischen Kuruzen heimgesucht. Die Matriken des Ortes wurden seit 1621 geführt. Onlinesuche über das Landesarchiv Brünn. Grundbuchaufzeichnungen gibt es seit 1590. Nach knapp 140 Jahren wird der Ort im Jahre 1785 erneut eine selbständige Pfarre. Im Laufe der Jahrhunderte änderte sich die Schreibweise des Ortes mehrmals. So schrieb man 1286 „Ciurdiow“, 1483 „Gurde“ und ab 1655 „Gurdau“. Später wurde der Ort in den Jahren 1718 und 1751 vereinzelt als „Kurdau“ geschrieben. Der größte Teil der Einwohner von Gurdau lebte von der Landwirtschaft. Der seit Jahrhunderten gepflegte Weinbau nahm hier eine besondere Stellung ein. Ungefähr ein 1/6 aller Anbauflächen war für den Weinanbau genutzt worden.
Nach dem Ersten Weltkrieg kam der zuvor zu Österreich-Ungarn gehörende Ort, der 1910 zu 99,7 % von Deutschmährern bewohnt wurde, durch den Vertrag von Saint-Germain zur Tschechoslowakei. In der Zwischenkriegszeit verstärkten allgemeine Maßnahmen wie die Bodenreform 1919 und die Sprachenverordnung 1926 die Ansiedlung von Tschechen. sowie die entstehenden Autonomiebestrebungen der Deutschen. Zwischen 1938 und 1945 gehörte der Ort Gurdau infolge des Münchner Abkommens zum Reichsgau Niederdonau.
Nach dem Ende des Zweiten Weltkrieges, welcher 72 Opfer unter den Gurdauern forderte, kam am 8. Mai 1945 die Gemeinde wieder zur Tschechoslowakei zurück. Vor den einsetzenden Schikanen und Folterungen durch militante Tschechen und nationale Milizen flohen viele der deutschen Bürger über die Grenze nach Österreich. Sie hofften, nach diesen Ausschreitungen bald wieder in ihre Heimat zurückkehren zu können. Bei diesen Nachkriegsexzessen kam es zu drei Ziviltoten bei den Deutschsüdmährern. Zwischen dem 20. Mai und dem 3. Oktober 1946 erfolgte die Zwangsaussiedlung von 178 deutschmährischen Gurdauern nach Westdeutschland. 36 Personen verblieben im Ort, der wieder aufgesiedelt wurde.
Bis auf 136 Familien wurden alle der in Österreich befindlichen Gurdauer entsprechend den im Potsdamer Kommuniqués genannten „Transfer“-Zielen nach Deutschland abgeschoben. Zwei Personen wurden in England ansässig.

## Wappen und Siegel
Das älteste Siegel ist seit dem Jahr 1490 bekannt. Es zeigt einen Ast und einen Hecht, die sich kreuzen. Spätere Siegel zeigen den gleichen Inhalt, nur etwas kunstvoller gestaltet.

## Einwohnerentwicklung
| 1793                                                                          | 700   | –     | –  |    |
| 1836                                                                          | 954   | –     | –  | –  |
| 1869                                                                          | 978   | –     | –  | –  |
| 1880                                                                          | 1.060 | 1.029 | 30 | 1  |
| 1890                                                                          | 1.010 | 980   | 23 | 7  |
| 1900                                                                          | 993   | 986   | 7  | 0  |
| 1910                                                                          | 945   | 937   | 2  | 6  |
| 1921                                                                          | 916   | 881   | 19 | 16 |
| 1930                                                                          | 965   | 917   | 23 | 25 |
| 1939                                                                          | 929   | –     | –  | –  |
| Quelle: 1793, 1836, 1850 aus: Südmähren von A–Z. Frodl, Blaschka              |       |       |    |    |
| Sonstige: Historický místopis Moravy a Slezska v letech 1848–1960. sv.9. 1984 |       |       |    |    |

## Sehenswürdigkeiten
- Kirche des St. Johannes des Täufers (1350, Umbau 1718, renoviert 1919 und 1936) Die ursprüngliche Kirche war eine Wehrkirche aus dem Mittelalter und ist mit einer starken, hohen Mauer mit Schießscharten umgeben. Der Turm ist 45 m hoch und freistehend.
- Allerheiligen-Kapelle (1213)
- Naturdenkmal Kamenný vrch auf dem gleichnamigen Berg
- Statue des hl. Antonius von Padua[15]

## Sagen aus dem Ort
Unter den deutschen Ortsbewohnern gab es eine Vielzahl von Mythen:
- Ein Mann aus Gurdau kam nach langer Abwesenheit spät nachts am Bahnhof von Auspitz an. Im Mondschein ging er zügig Richtung Gurdau. Als er die Ortschaft von weitem sah, nahm er statt der Dorfstraße eine Abkürzung durch die Äcker. Plötzlich tauchte neben ihm ein betagter Bauer auf. Der Mann grüßte ihn freundlich und fragte:„Grüß Gott, Pregert Vetter, was macht ihr noch um Mitternacht auf diesem Weg?“ Der Angesprochene sagte jedoch kein einziges Wort und so gingen beide schweigend weiter. Als sie den alten Friedhof erreichten, war der Greis plötzlich verschwunden. Als der Mann die Geschichte erzählte, waren alle sehr verwundert, da der alte Bauer, mit dem er gegangen war, bereits vor einem halben Jahr gestorben sei.
- Ein junges Paar aus dem Ort heiratete ohne das Einverständnis der Eltern. Die Mutter der Tochter wollte ihr die Mitgift in Form eines Ackers zwar nicht verwehren, doch gab sie ihr den schlechtesten Grund, den sie besaß. Auf diesem wuchs zwar guter Wein, doch kostete die Bearbeitung des Bodens viel Mühe. Jedes Mal, wenn der junge Mann sich dort abmühte, schimpfte er fürchterlich: „Des is a Arbeit fürn Teufl, da soll der Teufl haun, des hab i bestimmt nur meiner Schwiegermutter zu verdanken, weil sie’s mitn Teufl halt.“ Eines Tages jedoch, als der junge Ehegatte auf dem Acker fluchte, hörte er eine entsetzlich leiernde Stimme, die sprach: „Haun helfen, haun helfen, hauen helfen!“ Als sich der Mann nach der Stimme umsah, erschrak er entsetzlich. Es kam ein Wesen auf ihn zu, das wie der Leibhaftige aussah. Vor Angst ließ der Bauer seine Haue fallen und lief über Stock und Stein zurück ins Dorf. Seit diesem Tage kam kein Fluch mehr über seine Lippen.[16]

## Belege
1. ↑  http://www.uir.cz/obec/555282/Kurdejov
2. ↑  Český statistický úřad – Die Einwohnerzahlen der tschechischen Gemeinden vom 1. Januar 2023 (PDF; 602 kB)
3. ↑  Leopold Kleindienst: Die Siedlungsformen, bäuerliche Bau- und Sachkultur Südmährens, 1989, S. 9
4. ↑  Katzourek: Die ehemalige Kirchenfeste Gurdau, 1924
5. ↑  Bernd G. Längin: Die Hutterer, 1968, S. 237
6. ↑  Gregor Wolny: Die Markgrafschaft Mähren, 1836, S. 279
7. ↑  Acta Publica Registrierungspflichtige Online-Recherche in den historischen Matriken des Mährischen Landesarchivs Brünn (cz, dt). Abgerufen am 25. März 2011.
8. ↑  Johann Wolfgang Brügel: Tschechen und Deutsche 1918–1938, München 1967
9. ↑  Walfried Blaschka, Gerald Frodl: Der Kreis Nikolsburg von A-Z, Südmährischer Landschaftsrat, Geislingen an der Steige, 2006, S. 216
10. ↑  Archiv Mikulov: Odsun Nĕmců – transport odeslaný dne 20. kvĕtna, 1946
11. ↑  Cornelia Znoy: Die Vertreibung der Sudetendeutschen nach Österreich 1945/46, Diplomarbeit zur Erlangung des Magistergrades der Philosophie, Geisteswissenschaftliche Fakultät der Universität Wien, 1995
12. ↑  Emilia Hrabovec: Vertreibung und Abschub. Deutsche in Mähren 1945–1947, Frankfurt am Main / Bern / New York / Wien (= Wiener Osteuropastudien. Schriftenreihe des österreichischen Ost- und Südosteuropa Instituts), 1995 und 1996
13. ↑  Alfred Schickel, Gerald Frodl: Geschichte Südmährens. Band 3: Die Geschichte der deutschen Südmährer von 1945 bis zur Gegenwart. Südmährischer Landschaftsrat, Geislingen an der Steige 2001, ISBN 3-927498-27-0, S. 214 (Gurdau).
14. ↑  Codex diplomaticus et epistolaris Moraviae, Bl. IV, s.241
15. ↑  Johann Zabel: Kirchlicher Handweiser für Südmähren, 1941, Generalvikariat Nikolsburg, Gurdau s.17
16. ↑  Südmährisches Jahrbuch, 1989, S. 131f